# Історія преси в Україні
Історія преси в Україні 

Термін «українська преса», як правило, вживається для означення періодичних видань (вони можуть бути як україномовними, так і іншомовними), що виходять на власне українських землях чи в місцях компактного мешкання українських емігрантів й які висвітлюють найрізноманітніші проблеми життя українців. Історики звичайно ведуть родовід української преси від неукраїномовних видань 18 ст. Із 1 січня 1776 у Львові почав виходити французькомовний тижневик «Gazette de Léopol» («Львівська газета»). Власником і видавцем був шевальє Оссуді (chevalie Ossoudi). Часопис проіснував один рік і запам'ятався читачам тим, що подавав загальноєвропейські та місцеві новини, а також інформацію з Наддніпрянської України. Зокрема, з його шпальт львів'яни дізналися про те, що резиденцію генерал-губернатора Малоросії П.Румянцева-Задунайського було перенесено з Глухова до Києва; а також, що Запорозьку Січ було зруйновано нібито тому, що козаки заважали налагодженню торгового шляху Дніпром.

## Українська преса на теренах Російської імперії у ХІХ ст.
На східних українських землях перше пресове видання з'явилося 1812 в Харкові. Це був «Харьковский еженедельник». 1816 почали друкуватися — журнали «Украинский вестник» (1816–19; редактор — Г.Квітка-Основ'яненко) та «Харьковский Демокрит» (видавець — В.Маслович). В Одесі 1822 було налагоджено видання «Journal d'Odessa» (французькою та російською мовами), а починаючи з 1827 — щоденної газети «Одесский вестник» (проіснувала вона до 1893). Це була перша на українських землях щоденна газета. В Києві 1835–38 та 1850–58 виходив листок «Киевские объявления». Друкувався він, однак, лише під час проведення щорічного Київського контрактового ярмарку на Подолі — щодня впродовж одного місяця — січня. Від 1838 за розпорядженням уряду в губернських містах Російської імперії (у тому числі — у Житомирі, Полтаві, Катеринославі (нині м. Дніпро), Сімферополі, Харкові, Херсоні, Чернігові та Кам'янці-Подільську (нині м. Кам'янець-Подільський) почали виходити щотижневі (у Харкові — щоденні) «Губернские ведомости» (1838—1917), що складалися з офіційного відділу — розпоряджень і наказів центральної та місцевої влади — і неофіційного — тут друкувалися праці з місцевої історії, географії, етнографії та статистики.
У Харкові друкувалися альманахи «Украинский альманах» (1831) та «Утренняя звезда». М.Машкович видавав збірки під назвою «Киевлянин» (перші дві книги вийшли в Києві 1840 і 1841, а третя — у Москві 1850); Є.Гребінка 1841 у Санкт-Петербурзі почав друкувати альманах «Ластівка» (він містив твори українських письменників). У Харкові 1843–44 випускався у світ альманах «Молодик» (українською та російською мовами; дещо пізніше він був перевиданий у С.-Петербурзі).

Титульний аркуш часопису «Основа»

Після розгрому Кирило-Мефодіївського товариства над українською пресою, як і над усім українським книгодруком, навис дамоклів меч імперської цензури. Пожвавлення українського культурного життя стало можливим лише після смерті імператора Миколи I і поразки Росії в Кримській війні 1853—1856. Розпочалося воно з С.-Петербурга, де в той час перебували П.Куліш та М.Костомаров і куди із заслання приїхав Т.Шевченко. П.Куліш починає видавати «Записки о Южной Руси» — це були збірки наукових праць та україномовних літературних творів. «Записки…» справили велике враження на Т.Шевченка, і він захопився ідеєю видання українського журналу. Наприкінці 1857 в листі до П.Куліша він писав: «Як би мені хотілося, щоб ти зробив свої „Записки о Южной Руси“ постійним періодичним виданням на кшталт журналу. Нам з тобою треба було б добре поговорити о сім святім ділі». Проте звернення П.Куліша до міністра народної освіти Євг. Ковалевського про дозвіл на видання періодичного органу під назвою «Хата. Южно-русский журнал словесности, истории, этнографии и сельского хозяйства» не мало успіху через протидію шефа жандармів і гол. нач. Третього відділення кн. В.Долгорукова. Замість журналу 1860 в С.-Петербурзі з'явився альманах під назвою «Хата».
29 лютого 1860 шурин П.Куліша В.Білозерський отримав офіційний документ на право видавати журнал «Основа» (повна назва: «Основа — Южно-русский литературно-ученый вестник»). Перший номер журналу вийшов 12 січня 1861. Матеріали в ньому подавалися українською й російською мовами. Невдовзі українською мовою в журналі почали друкувати не лише художні твори, а й листи читачів, хроніку, природничі статті (наукові дослідження, однак, подавалися російською мовою). «Основа» стала взірцем для української преси, що народжувалася. Реалізувати аналогічний тому, що втілювали видавці ж. «Основа», задум, хоча й менш масштабний, намагався також Л.Глібов — він заснував 1861 в Чернігові «Черниговский листок». У зв'язку з появою Валуєвського циркуляра 1863 у серпні цього року україномовні пресові видання було ліквідовано.
1874 київська Громада (див. Громади) перебрала на себе видання газети «Киевский телеграф». Нову програму газети склав М.Драгоманов, а її редактором став Ю.Цвітковський. По завершенні 1875 року редакція відмовилася від подальшого видання газети, оскільки вичерпала всі можливості протистояти тискові, який всіляко інспірував пом. попечителя Київ. навчального округу, голова Київської археографічної комісії М.Юзефович. Останній добре розумів небезпеку для царизму українського національно-культурного руху, що міг спиратися на легальну газету. Наступного року був підписаний Емський акт 1876 (його іноді називають «законом Юзефовича»), який доповнював Валуєвський циркуляр. Емський акт забороняв привозити українські видання з-за кордону, друкувати українською мовою в Рос. імперії наукові, літературні (окрім белетристики) та ін. твори (заборонено було друкування навіть нот з українським текстом), вживати український правопис.
Через утиски української преси, що чинилися в Рос. імперії, центром української національної журналістики та літератури стає Галичина.

## Українська преса на Галичині у ХІХ ст.

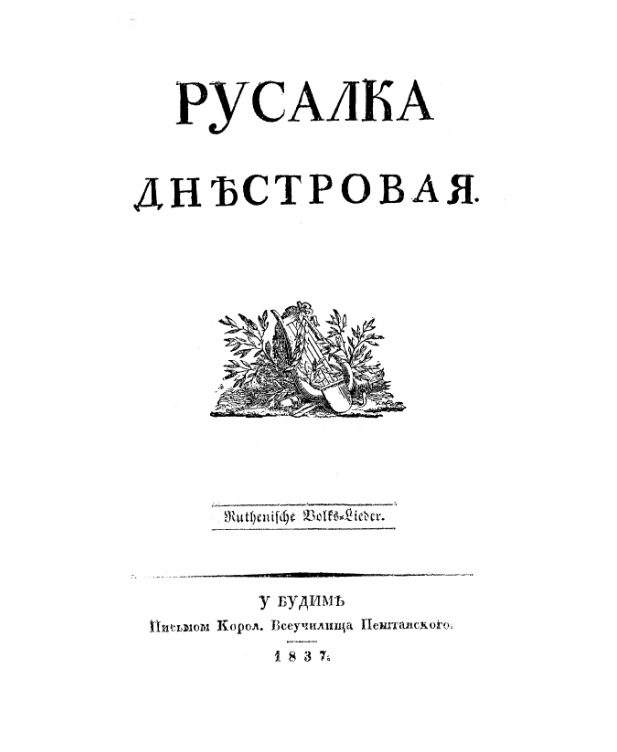
Обкладинка журналу «Русалка Дністровая»

У Західній Україні в 1-й половині 19 ст., за імператорів Франца I та Фердинанда I Габсбургів, власті всіляко стримували розвиток національної української преси. Так, 1834 «Руській трійці» не вдалося розпочати випуск альманаху «Зоря», через заборону цензури альманах «Русалка Дністровая» був видрукуваний лише 1837 в м. Будапешт (нині столиця Угорщини). 1846–47 у Відні брати І.Головацький та Я.Головацький видали 2 випуски альманаху «Вінок русинам на обжинки». Однак домогтися більшого за тогочасних умов не вдалося; тільки після того, як була проголошена перша австрійська конституція (15 берез. 1848; див. Конституції Австрійської імперії та Австро-Угорської монархії), українці змогли заснувати Головну руську раду та її друкований орган — «Зорю Галицьку». Це був перший україномовний тижневик. Його наклад складав близько 4 тис. примірників. Тижневик уже в своєму першому номері (15 травня 1848) проголосив, що українці Австрійської імперії є складовою українського народу.
Під впливом поляків спольщені українці на противагу Головній руській раді у Львові створили політичне товариство «Собор руський», органом якого стала газета «Dnewnyk Ruskij» («Дневник руський»; ред. — І.Вагилевич), що друкувалася в двох виданнях: одне — латиницею і друге — кирилицею. І.Вагилевичу вдалося створити досить професійне інформаційне видання, однак низка його власних статей відверто проукраїнського спрямування викликала в польської громади роздратування, й на 9-му числі видання було анульовано. «Зоря Галицька» проіснувала довше, ніж «Дневник руський», проте в період, що настав після революції 1848–49 (див. Революції 1848—1849 в Європі), потрапила до рук москвофілів (див. Москвофільство), які з 1851 видавали її «язичієм». 1854 газета знову, за ред. М.Савчинського, почала виходити українською мовою, але відновити свої попередні позиції вже не змогла й тому 1857 припинила свою діяльність.
Мали свої видання і просвітні товариства. Зокрема, Галицько-руська матиця (не регулярно) видавала «Науковий збірник» (1864–68) та «Літературний збірник» (1869–74). Товариство «Руський інститут Народний дім у Львові» (див. Народний дім) мало видання «Наука» і «Русская рада», вони редагувалися розпорядником товариства І.Наумовичем і субсидіювалися царським урядом. Друкувався також фінансований з Росії та з Києва (6000 казенних гульденів австрійських річно за вказівкою М.Юзефовича, по 500 австрійських гульденів річно від російського міністерства народної освіти та від Київського відділу Московського слов'янського комітету — з 1877 — Київське слов'янське благодійне товариство) півтижневик (потім він виходив тричі на тиждень) «Слово» (1861–87), редагований Б.Дідицьким. Видання «Учитель», редаговане М.Клемертовичем, мало додаток для дітей «Ластівка» (1861–81).
Органом всеукраїнського єднання, що продовжував справу «Основи», тривалий час був літературно-науковий і політичний журнал «Правда» (припинив друкуватися 1898). Журнал став трибуною для О.Кониського, П.Куліша, Марка Вовчка, О.Стороженка, М.Старицького, Ю.Федьковича, С.Воробкевича, М.Подолинського, О.Партицького, В.Навроцького, Ф.Заревича, В.Шашкевича, І.Нечуй-Левицького, М.Драгоманова, С.Рудницького, В.Мова-Лиманського. Відстоював спочатку народовську ідеологію (див. Народовці), а з 1886 — політику товариства Народна рада, пізніше — Української трудової партії, від 1925 — Українського національно-демократичного об'єднання. Ін. народовське вид. — газ. «Діло», час від часу змінюючи назву, проіснувало до початку Другої світової війни. Значний вплив на селян мала газ. «Свобода» (Львів, 1897—1939). У Чернівцях виходила газ. «Буковина» (1885—1918), в Ужгороді — «Наука» (1897—1914; спочатку це видання мало москвофільські тенденції, але згодом що далі більше почало від них відходити).
Першим літ. журналом у Зх. Україні стала «Зоря» (1880–97). Попервах вона не відмежовувалася від москвофільства, але з часом посилила контакти з загальноукр. літ. силами і 1885 стала органом Літературного товариства імені Шевченка (з 1893 — НТШ), перетворившись на всеукраїнський літературний журнал. Тут друкувалися І.Франко, М.Грушевський, М.Коцюбинський, Н.Кобринська, О.Кобилянська, А.Кримський, В.Щурат, І.Нечуй-Левицький, К.Студинський та ін. Журнал мав передплатників як на західних, так і на східних українських землях (у підросійській Україні їх було понад 400). Заборона царського уряду ввозити на підвладні йому території україномовні видання боляче вдарила по фінансовому стану «Зорі». НТШ змушене було реформувати журнал, надати йому ширшого характеру й змінити назву на «Літературно-науковий вістник». До редакційного комітету нового видання увійшли М.Грушевський (гол. ред.), О.Борковський, О.Маковей та І.Франко.
Величезний за своїм значенням внесок у наукове життя України зробили «Записки Наукового товариства імені Шевченка», вони почали виходити у Львові 1892.
Від 1890-х рр. у Західній Україні оформлюються партії політичні, більшість з яких засновують власні друковані органи. Значний вплив на політичні українські видання справив М.Драгоманов. Свою журналістську діяльність він спрямував передусім проти москвофільства, що буйним цвітом розквітало на західних українських землях. Результатом полеміки М.Драгоманова з молоддю, яка згуртувалася навколо «Академічного кружка», що перебував під впливом ідеології москвофілів і мав свій друкований орган — ж. «Друг» (1874–77), стало те, що українська молодь рішуче почала відходити від москвофільства. 1877 припинився випуск ж. «Друг», водночас з'явилася власне українська радикальна і соціалістична преса, зокрема ж. «Громадський друг» (1878), а після його конфіскації — збірники «Дзвін» (1878) і «Молот» (1879), що, втім, також були конфісковані.
Через обмеження вільного друку в Галичині М.Драгоманов організовує випуск у Женеві (Швейцарія) зб. «Громада» (1878–82 було опубліковано 5 т.), який ознайомлював українців з передовими західноєвропейськими ліберальними та соціал-демократичними теоріями.

## Українська преса в Російській імперії на зламі ХІХ - ХХ ст.

Титульний аркуш часопису «Кіевская Старина»

На початку 1880-х рр. було знайдено легальну можливість продовжувати українську національно-культурну пресову працю і в Наддніпрянській Україні. На жаль, ця можливість тривалий час була лише «російськомовною», її втіленням став щомісячний журнал «Киевская старина». За висловом Д. Дорошенка, цей журнал мав «велике, просто епохальне» значення для розвитку української історіографії, етнографії, літератури. Не було майже ні одного видатного українського вченого чи літератора, котрий би не співробітничав з ним. Поряд з «Киевской стариной» певну увагу українським справам приділяли також «Южныя записки», що виходили в Одесі, а також деякі власне російські газети — «Южный край» (Харків, 1881—1919), «Кубань» (Єкатеринодар (нині м. Краснодар, РФ), 1882–85), «Приазовский край» (Ростов-на-Дону (нині місто в РФ), 1891—1917), «Киевское слово» (Київ, 1895–98) та ін. Ці газети приязно ставилися до українців, можливо, почасти тому, що до складу їхніх редакцій входили й українці. Водночас низка видань, що друкувалися на українських землях, була вороже налаштована щодо національно-культурної української справи, зокрема таким був «Киевлянин», редагований в різні роки батьком і сином В. Я. Шульгіним і В. В. Шульгіним та Д.Піхном.
Події революції 1905—1907 посилили боротьбу українців за свободу і рівноправність своєї мови та преси. Як зазначає Д.Дорошенко, першою статтею українською мовою в підросійській Україні стала стаття С. Єфремова «Чи буде суд, чи буде кара», що була надрукована в рос. газеті «Киевские отклики» в жовтні 1905. Не чекаючи офіц. дозволу, 12 листопада 1905 в м. Лубни українською мовою вийшло перше число газети «Хлібороб» (видавець — В.Шемет). З'являються газети й у ін. містах України. Зокрема, в Полтаві почала виходити газета «Рідний край», у Києві — «Громадська думка» (у Києві мала з'явитися також газ. «Громадське слово», але вона так і не побачила світ, оскільки напередодні її виходу було заарештовано її редактора С.Єфремова).
Появі української преси сприяли «Временные правила о периодической печати», оприлюднені в С.-Петербурзі 24 листопада 1905. Однак, оскільки уряд не скасував Емський акт, то це давало місцевим бюрократам можливість забороняти українські видання, чим вони й користалися. Так, було заборонено видавати в Києві с.-д. щоденну газ. «Праця», а Є.Чикаленкові не дали дозволу друкувати щоденну радикально-демократичну газету «Громадське слово». Це змушувало видавців вдаватися до контрзаходів: у разі закриття адміністрацією якогось друкованого органу, він, як правило, відновлювався під іншою назвою, з іншим видавцем та редактором. Зокрема, перша щоденна українська газета «Громадська думка» після закриття продовжувала виходити під назвою «Рада». Те ж саме було і з журналом «Нова громада» (1906), котрого замінив перенесений до Києва зі Львова «ЛНВ».
Невдовзі, однак, місцеві власті заборонили всі видання, що почали друкуватися 1906. Зокрема, було заборонено с.-д. газ. «Боротьба», що друкувалася в Києві, зупинено вихід місячника «Вільна Україна», що друкувався в С.-Петербурзі (його 5-й та 6-й номери були конфісковані), заборонено щотижневик «Запоріжжє», перший і єдиний номер якого вийшов у Катеринославі. Однак, незважаючи на всі перепони, українська преса набиралася сил. Налагоджують діяльність українські російськомовні видання. Петербурзький «Украинский вестник», до участі у підготовці якого долучився по прибутті до С.-Петербурга зі Львова М.Грушевський, став речником Української думської громади в 1-й Державній думі (див. Державна дума Російської імперії). Від 1912 почав друкуватися московський журнал «Украинская жизнь» під редакцією С. Петлюри. Українська думська громада в 2-й Державній думі видавала часопис «Рідна справа — Думські вісті», де друкувалися промови депутатів від України, заяви громади.

## Українська преса в роки Першої світової війни
З початком Першої світової війни царський уряд посилив переслідування українського національно-культурного руху: були закриті «Просвіти» (див. Просвіти), видавництва. 3 січня 1915 знову набуває сили Емський акт. Було заборонено видавати «Раду» (провідна українська газета, що широко висвітлювала українське життя в усьому світі), «Українську хату», «Маяк» та «Слово» (їх видавали в Харкові під ред. В.Винниченка та Ю.Тищенка), тижневик «Гасло».
Відповіддю на такі дії уряду стало налагодження нелегальних видань. 19 лютого 1915 з'являється неперіодичний орган київської групи українських соціалістів-революціонерів — «Боротьба». Радикальна демократична спілка започаткувала свій орган (він писався від руки і розмножувався на мімеографі) — «Вільна думка» (вийшов лише номер за 1 грудня 1915). Серед подібних нелегальних видань були «Зоря Київська» (з другого номера — «Зоря»), місячник Всеукраїнської юнацької спілки (його видавав київський відділ спілки, всього з 9 лютого 1915 до 7 квітня 1915 побачили світ 3 зшитки в 20 сторінок кожний). 1915–16 у Петрограді (нині м. С.-Петербург) нелегально виходив двотижневик петроградського комітету Української соціал-демократичної робітничої партії — «Наше життя». В Москві 1916 легально друкувався часопис літератури і мистецтва «Промінь», що виходив під ред. В.Винниченка, який нелегально перебував у Москві. Часопис знайомив читачів із творами сучасних українських літераторів, зокрема П.Тичини, О.Слісаренка, К.Поліщука, Г.Чупринки, М.Філянського, М.Могилянського. Тут же продовжував виходити укр. журнал рос. мовою «Украинская жизнь» (1912–17) під редакцією С.Петлюри.
3 вересня 1914 рос. війська оволоділи Львовом. Верховний головнокомандуючий вел. кн. Микола Миколайович Романов одразу ж видав маніфест, в якому оповіщав, що «російський народ об'єднався» і що нарешті завершилося «діло Івана Каліти». Невдовзі був арештований і вивезений до монастирської тюрми в м. Суздаль (нині місто Владимирської обл., РФ) митрополит А.Шептицький. Були закриті всі культурно-освітні українські установи, заборонена укр. преса.
Ще до оволодіння рос. військами землями Галичини емігранти з Наддніпрянщини в складі Д.Донцова, В.Дорошенка, А.Жука, М. К. Залізняка, М.Меленевського і О.Скоропис-Йолтуховського створили Союз визволення України (СВУ). СВУ видавав велику кількість політичної та науково-популярної літератури, були в нього й свої пресові видання, в тому числі іноземними мовами. Органом СВУ, зокрема, був «Вісник Союзу визволення України» (з 1918 перейменований на «Вісник політики, літератури й життя»). «Вісник СВУ» подавав інформацію про українське національне життя на українських землях, не обминаючи подій на окупованих рос. армією територій. Під впливом «Вісника» українці — військовики російської армії, які потрапили в полон і утримувалися в спецтаборах, — почали створювати й власні таборні пресові органи, зокрема, було налагоджено випуск «Просвітнього листка» (пізніше перейменований у «Громадську думку») у Вецлярі, «Розваги» у Фрайштадті, «Вільного слова» в Зальцвельді. 1915 в Женеві друкувався неперіодичний орган закордонної організації УСДРП — «Боротьба», очолюваний колишнім видавцем «Дзвону» в Києві Л.Юркевичем (Л.Рибалкою). «Боротьба» критикувала політику СВУ, орієнтовану на змагання за самостійну Україну, й агітувала за боротьбу проти царату, за автономію України в складі демократичної Росії. Таку позицію «Боротьби» піддали гострій критиці не лише «Вісник СВУ», а й «Украинская жизнь» С.Петлюри та «Робітничий прапор», що виходив у Софії (Болгарія; 1915) і був неперіодичним пресовим органом с.-д. напряму (редактори М.Меленевський та П.Венза). «Робітничий прапор» інформував читачів про робітничий рух як за кордоном, так і на українських землях під Росією.

## Українська преса в часи національно-визвольних змагань 1917—1921
Лютнева революція 1917 в Росії спричинила корінні політичні зміни в Україні. На заклик Української Центральної Ради почали реорганізовуватися і активно діяти українські партії: Товариство українських поступовців, УСДРП, Українська партія соціалістів-революціонерів, Українська партія соціалістів-самостійників; більш консервативні елементи в травні 1917 сформували Українську демократичну хліборобську партію. Усі названі партії мали свої пресові органи, що розгорнули широку агітаційно-пропагандистську та культурно-освітню діяльність. Автономісти-федералісти видавали в Умані тижневик «Вільна Україна»; соціал-демократи — у Харкові «Робітник» (з 1918 «Голос робітника»), у Катеринославі– двічі на тиждень «Нашу справу», у Полтаві — щоденну газету «Вільний голос». Українські есери видавали в Полтаві «Соціаліста-революціонера», у Катеринославі — «Землю і волю» (1918), у Харкові — щоденну газету «Рух» (1918), у Вінниці — «Трудову республіку» (невдовзі це видання замінила щоденна газета «Трудова громада»; 1919–20, ред. В.Голубович); самостійники-соціалісти з 7 квітня 1918 друкували у Києві тижневик «Самостійник» (ред. М.Міхновський). З'являються й урядові видання, як-то: «Вісті з Української Центральної Ради» (Київ, 1917), «Вісник Генерального секретаріату України» (Київ, 1917–18), вісники окремих міністерств та ін. урядових установ (у Києві, Вінниці й Кам'янці-Подільську).
Державне відродження Галичини, Буковини та Закарпаття, які входили до складу Австро-Угорщини, відбувалося під впливом подій у Наддніпрянщині. Українська преса Західної України включилася в боротьбу за відстоювання українських національних інтересів. Однак воєнні події внесли свої корективи в існування періодичних органів. З відступом українських військ і влади зі Львова 29 листопада 1918 (див. Українсько-польська війна 1918–1919) польські військові жандарми зупинили вихід «Діла». Разом з тим у Львові виходили газети українською та польською мовами с.-д. напряму — «Вперед» (з 27 листопада 1918) та «Добра новина», друкувався тижневик громадського життя «Будуччина». Газ. «Свобода» слідом за українською владою перебазувалася до Станіслава (нині м. Івано-Франківськ) і стала тижневиком органу Народного комітету. В Станіславі виходили також: щоденник Української радикальної партії — «Народ», газ. «Нове життя», тижневики «Воля» та «Станіславський вісник». На теренах Зах. України в цей час виходили також «Золочівське слово» (з листопада 1918; на початку 1919 його став редагувати М.Голубець), «Бережанський вісник», «Покутський вісник» (м. Коломия), тижневик «Українська робітнича газета» (м. Перемишль) та ін.

## Преса підрадянської України
Поразка української революції 1917—1921 призвела до нового розчленування українських земель і до нових утисків української культури. В УСРР були закриті всі національно-демократичні, навіть соціалістичні, видання, що не прийняли більшовицького режиму. Певний час під ред. В.Блакитного виходила газета «Боротьба» — партійний орган боротьбистів (див. Українська комуністична партія (боротьбистів)). Однак уже весною 1920 боротьбисти змушені були самоліквідуватися і злитися з КП(б)У. Українська комуністична партія протрималася трохи довше (до 1925), але свою друковану газ. «Червоний прапор» змогла видавати лише до 1921 (ще деякий час це видання як місячник тиражувалося на циклостилі). Від 1922 в УСРР друкувалася лише більшовицька преса.
Намагаючись посилити свій вплив на українців і водночас бодай формально відмежуватися від рос. більшовиків, КП(б)У 1919 починає випускати більшовицьку пресу українською мовою. Такими першими виданнями були газета «Більшовик» у Києві, двомовний пресовий орган харківського губкому КП(б)У «Комуніст», двомовний урядовий орган «Вісті» (друкувався в Харкові). 1922 в УСРР уже друкувалося 56 україномовних більшовицьких пресових видань.
З 1925 р. у Харкові двічі-тричі на місяц «Агітатор» — журнал ЦК КП(б)У, Харків, окружкому партії та Наркомату освіти УРСР.
Із запровадженням в УСРР українізації політики наступає новий період у розвиткові української преси, він тривав з 1923 до 1931. У цей час українська преса знову оживає, В.Блакитного було призначено ред. «Вістей ВУЦВК» (з додатком «Культура й побут», де друкували свої праці українські письменники; саме тут побачили світ памфлети М.Хвильового, в яких він підносив гасло «Геть від Москви!»). Редактором літературно-політичного журналу «Червоний шлях» було призначено Г.Гринька, й журнал одразу ж посилив лінію на українізацію (а після приходу сюди О.Шумського почав ще більше українізуватися). В 2-й пол. 1920-х рр. були створені журнали, які невдовзі стали опозиційними. Так, «Вапліте» (його засновником була Вільна академія пролетарської літератури, а видавала група М.Хвильового) публікував настільки критичні матеріали, що вже 1927 радянська власті «змушені були» його закрити. Спадкоємцем «Вапліте» став «Літературний ярмарок» (1928–30, 12 книжок), де Микола Хвильовий намагався продовжити взяту лінію, але вже «езопівською мовою».

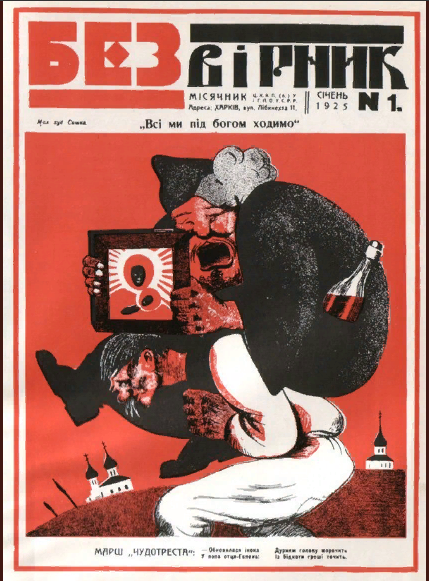
Обкладинка журналу «Безвірник» 1925 рік. Січень. № 1.

1925–27 літературна орг-ція «Плуг» видавала журнали «Плужанин» і «Плуг»; 1927–31 українські футуристи видавали журнал «Нова генерація». 1923–31 «Книгоспілка» та Вукоопспілка друкували науково-популярний та літературно-мистецький двотижневик «Нова громада» як продовження «Бюлетеня Київської філії Вукоопспілки» (1922, № 1–3) та «Правобережного кооператора» (1923, № 4–8). У «Новій громаді» друкувалися С.Васильченко, Б.Антоненко-Давидович, М.Зеров, М.Рильський, Г.Косинка та ін. 1924–30 М.Грушевський видавав наук. орган українознавства журнал «Україна». 1923–31 виходив журнал «Бібліологічні вісті» (Ю.Меженка), друкувалися періодичні видання ВУАН (нині Національна академія наук України), вищих навч. закладів та ін. В Харкові тиражувався місячник критики, бібліографії та літературознавства марксистського напряму «Критика» (1928–32), до складу редакції якого входили М.Скрипник, А.Хвиля, В.Десняк, В.Коряк, Ф.Таран, І.Кулик, Т.Степовий, Я.Савченко та ін. Від 1932 журнал змінив назву на «За марксо-ленінську критику» (1932–35). Його теор. рівень знизився до вульгарного соціологізму, натомість у ньому посилились антиукраїнські тенденції. 1936 журнал знову був перейменований — цього разу на «Літературну критику», а 1940 він уже не виходив, бо переважна більшість як українських письменників, так і їхніх критиків була знищена: не стало ні тих, кого слід було критикувати, ні тих, хто мав критикувати.
Популярними ілюстрованими виданнями в ті роки були журнали «Глобус» (1923–35), «Знання» (1923–35), «Всесвіт» (1925–34), атеїстичний журнал «Безвірник» (1925–35), сатиричний журнал «Червоний перець» (1927–34), журнал «Молодий більшовик» (1925–33), «Селянський журнал» (1929–31), журнали для жінок «Комунарка України» (1920–34) та «Селянка України», (від 1931 до 1941 — «Колгоспниця України»), журнали для дітей «Червоні квіти»(1923–31), «Більшовиченята» (1924–31), «Октябрьские всходы» (1924–30), «Жовтеня» (1928–41), «Тук-тук» (1929–35), «Весела бригада» (1931–37).
Згортання українізації та політичний терор, початок якому поклав процес над укр. інтелігенцією (див. «Спілки визволення України» справа 1929—1930), призвели до цілковитої уніфікації всієї преси, що друкувалася в УСРР. Водночас кількість видань істотно зросла. З'явилося багато районних газет, фабрично-заводських багатотиражок, випускали свої газети колгоспи і радгоспи, політвідділи машинно-тракторних станцій тощо. Всього їх 1940 року було 1120, а їхній сукупний наклад становив 6 143 000 примірників. Усі ці пресові видання здебільшого були заповнені переможними реляціями про соціалістичне будівництво, описами прикладів трудового героїзму та проявів любові народу до Й.Сталіна і до ВКП(б); багато місця в них відводилося тематиці дружби народів та благотворного впливу рос. к-ри на к-ри ін. народів, які проживали в СРСР. Частка україномовних газет і журналів у заг. обсязі видань, що виходили в УСРР, зменшилася, а російськомовних — збільшилася. Крім того, практично була ліквідована періодика польс., єврейс., болг., грец. мовами. Були закриті також газети, що видавалися українцями в СРСР поза межами УСРР, зокрема: «Червона газета» в Ростові-на-Дону, «Новий шлях» у Краснодарі (обидва нині міста в РФ), «Соціалістична перебудова» на Далекому Сході (див. Зелений клин). Для підсилення русифікації в УСРР було створено новий російськомовний респ. пресовий орган — «Советская Украина» (пізніше перейменована на «Правду Украины»). Редакції газет і журналів наповнювалися малотямущими та малодосвіченими в журналістиці парт. кадрами.

## Преса Західної України напередодні Другої світової війни
У період польської окупації західноукраїнських земель на Волині, Холмщині, Підляшші та Поліссі виходили здебільшого загальнополітичні, господарсько-кооперативні та релігійні україномовні пресові видання: «Волинська громада» (від 1920, під редакцією М.Черкавського), холмське «Наше життя» (1920, 1922–28, під редакцією А. і П. Васеленчуків), «УкраїнськаПокутський вісник громада» (орган Українського національно-демократичного об'єднання, скорочено — УНДО), кооперативне видання «Супряг» (1924, м. Здолбунів) та «Зоря кращого» (1922, м. Кременець), православно-церковна періодика — «На варті» (1925–26, м. Володимир-Волинський) та «Духовний сіяч» (1927-1928 у Варшаві, з квітня 1928 — у Кременці). В Рівному виходив дитячий журнал «Сонечко» (1936–39).
Дещо кращою була ситуація в Галичині, тут усі українські політичні партії мали свої пресові органи: Українська соціал-демократична партія випускала «Вперед» (1918–24), «Землю і волю» (1919–20, 1922–24), «Соціалістичну думку» (1921–24), «Нову культуру» та «Світ» (1925–29); УНДО — «Свободу» (до 1939); Українська соціалістична радикальна партія — щотижневик «Громадський голос» (1921–39) та журнали «Проти хвиль» (1928–29) й «Живе слово» (1939); Українська партія національної роботи публікувала двічі на місяць «Заграву» (1923–24); укр. націоналісти, згуртовані в Українську військову організацію, а потім в Організацію українських націоналістів та ін. споріднені з ними групи і партії, друкували у Львові газети «Наш клич» (1933), «Вісті» (1933–34), «Голос нації» (1936–37), опікувалися вони також виданням Б.Кравціва «Голос» (1937–39). Близькими до газет ОУН були газети «Рідний ґрунт» (1935–37) і «Фронтом» (1936–37) у Львові, «Прорив» у Перемишлі, «Гомін краю» (1937–38) в Дрогобичі, «Авангард» (1937–38) в Коломиї. Фронт національної єдності видавав щоденник «Українські вісті» (1935–39), щотижневик «Батьківщина» (1934–39) та квартальник «Перемога» (1933–39). Комуністична партія Західної України від 1933 зробила своїм пресовим органом газ. «Праця». Консервативно-катол. та націоналістичні погляди висвітлювали «Нова зоря» (1926–34) у Львові, «Бескид» (1928–33) та «Український Бескид» (1933–39) в Перемишлі. Щотижневик «Мета» (1931–39) репрезентував ліберальні ідеї. Прибічники гетьман. руху (див. П.Скоропадський) публікували щомісячник «Хліборобський шлях» (1932–35). Друкувалися також видання пропольські («Рідний край», 1920–23, «Селяни», 1929–34) та прорадянські («Світло», 1925–28, «Сила», 1930–32, «Наша земля», 1930–32, «Сель-роб», 1927–32). Після голодомору 1932—1933 років в УСРР та репресій 1930-х рр. прорад. газети були закриті. Москвофільські настрої поширювали газети «Земля і воля» (1928–39) та «Русский голос», перша з них виходила укр. мовою.
Поряд з парт. в Галичині розвивалася комерційна преса. Так, створене І.Тиктором вид-во «Українська преса», що до 1933 мало тісні зв'язки з УНДО, поступово комерціоналізувалося і намагалося охопити якнайширше коло читачів. Воно випускало три газети: «Новий час» (з 1923 друкувалася двічі на тиждень, від 1932 — щодня); «Народну справу» (ілюстрована газета, почала друкуватися 1928 і за короткий час зажила значної популярності, мала 30 тис. передплатників); «Наш прапор» (ілюстрована газета, виходила з кін. 1932). Кожне з цих видань забезпечувало читачів книжковими додатками нац.-культ. та освітньої тематики, випусками «Історичної бібліотеки», б-ки «Рідного слова», «Музичної бібліотеки». Друкувалися й провінційні громад.-інформаційні газети, такими були вид-ня в містах: Броди, Зборів, Коломия, Тернопіль, Сокаль, Станіслав, Яворів та ін.
У Галичині була досить розвинутою й літ., мистецька і наук. преса. Такими були, зокрема, журнали «Митуса» (1922) та «ЛНВ» (1922, 1933–39 — «Вісник»). На сторінках останнього пропагував свої ідеї Д.Донцов, тут друкувалися: Є.Маланюк, Ю.Клен, У.Самчук, О.Ольжич, Ю.Липа, О.Теліга. Видавалися також журнали: «Дажбог» (1933–35, під редакцією Є.Пеленського, пізніше Б.Кравціва), «Обрії»(1936–37), «Напередодні» (1937–38, обидва під редакцією Б.Кравціва).
Наукова преса була представлена передусім журналами з історії та історії культури. Це видання: «Стара Україна» (1924–25, під редакцією І. Кревецького), «Літопис Червоної Калини» (1929–39, під редакцією Л. Лепкого та В. Софронова-Левицького), «Сьогочасне і минуле» (1939, під редакцією І. Раковського і В. Сімовича). Питання краєзнавства висвітлювали журнали: «Наша Батьківщина» (1937–39, під редакцією С. Щурата), «Літопис Бойківщини» (1931–39, під редакцією В. Гуркевича). Філологія була представлена журналом «Слово» (1936–39, під ред. К. Чеховича); теологія — журналом «Богословія» (1923–39, під редакцією отця Й. Сліпого); право — журналом «Життя і право» (1928–38, під редакцією К. Левицького), книгознавство та бібліографія — журналом Є. Пеленського «Українська книга» (1937–43), музеєзнавство — журналом І. Свєнціцького «Літопис Національного музею». Науково-популярні матеріали друкувалися в журналах: «Наше здоровля» (1937–39) та «Життя і знання» (1931–39). За підрахунками А. Животка, всього в західноукраїнських землях під польською владою 1936 року виходило 143 українські пресові видання, більшість серед них становили журнали.
Мала свою газету й Лемківщина — «Наш Лемко» (1934–39).
На Буковині, що разом із Бесарабією перебувала під владою румунів, 1936 року виходило всього 10 пресових видань (за даними А. Животка), частина з них — українські. В Бесарабії українських пресових видань зовсім не було. Політичний режим Румунії провадив політику румунізації українського населення і тому не підтримував розвиток української преси. В різні роки тут виходили газети: «Воля Народу», «Робітник» (1919–23), «Вперед» (1923), «Громада» (1923), «Народ» (1923), «Час» (1928–40), «Рідний край» та «Рада» (1934–38; органи Української національної партії), «Самостійність» (1934–37). Підтримували румунську владу газети «Хліборобська правда» (1924–38) та «Правда» (1930–36). Виходили журнали: прооунівський — «Самостійна думка» (1931–37), студентський — «Промінь» (1921–23), дитячий – «Українська ластівка» (1933–39).
На Закарпатті (воно входило до складу Чехословаччини) тиску на українську пресу не було. Боротьба тут точилася передусім між національною українською пресою та москвофільською, причому остання поступово втрачала свої позиції. Провідною газетою була відновлена в 1919 «Наука» о. Августина Волошина, з 1922 вона виходила під назвою «Свобода» (під час української державності 1938–39 була перейменована на «Нову свободу»). Друкувалися також газети «Русин» (Ужгород, 1920–22), «Руська нива» Михайла Бращайка, «Народ» (1920–23; орган українських соціал-демократів). На Пряшівщині виходив український національний орган «Слово народа» (1931–32). Усього в різні роки міжвоєнного періоду на Закарпатті виходило 62 українськомовні видання, 25 — на «язичії», 39 — російською мовою, 34 — угорською, 13 — чеською та 4 — на їдиш. 1938–39 на Закарпатті друкувалися, за даними А. Животка, 11 українськомовних пресових видань, 3 — російськомовних, 1 — чесько-українськомовних.
Після приєднання до СРСР західноукраїнських земель тамтешні українські пресові видання почали закриватися. Натомість відкривалися нові — радянські. Це були газета «Вільна Україна» (1939) та журнал «Література та мистецтво» у Львові, газета «Радянська Буковина» в Чернівцях і ще 15 обласних та 49 районних газет.
Для місцевих журналістів це була справжня катастрофа, ніколи раніше вони не зазнавали такого жорсткого тиску з боку влади, хоча місцева українська преса завжди змушена була боротися тут за кращі умови діяльності.

## Українська преса на еміграції
В повоєнній Європі 1920-х рр. українська емігрантська преса з'являється спочатку в таборах, куди були інтерновані українські вояки, а згодом і в головних європейських центрах, де знаходили собі притулок емігранти з УСРР: Берліні (Німеччина), Відні, Варшаві, Празі (Чехословаччина) та Парижі (Франція). Емігрантська преса користувалася тут усіма демократичними свободами, однак матеріальні та фінансові нестатки істотно обмежували можливості.
У Берліні виходили газети: «Нове слово» (1920; орган Української народної партії), «Українське слово» (1921–23; прогетьман. напряму; гол. редактори — З.Кузеля та Д.Дорошенко) та «Літопис політики, письменства і мистецтва». У Відні (1919–23), а потім у Берліні (1923–32) друкувалася газ. «Український прапор», що відображала погляди уряду Західноукраїнської Народної Республіки на еміграції. У Відні також виходили: пресовий орган УПСР «Борітеся — поборете!», прорад. «Нова громада» (1923–25) та збірники прогетьманської орієнтації «Хліборобська Україна» (1920–25, під редакцією В.Липинського) та ін. Український науковий інститут у Берліні випускав (1931–40) під редакцією З.Кузелі інформаційні органи «Вісті Українського наукового інституту» та «Kulturberichte». У Празі виходив орган ОУН «Розбудова нації» (1928–34). В Парижі друкувалися: громад.-політ. тижневик «Тризуб» (1925–40; орган Державного центру УНР на еміграції), газети «Українські вісті» (1926–29) та «Українське слово». У Варшаві виходили: двотижневик літ. та мист-ва «Ми» (1933–39), журнали І.Огієнка «Наша культура» (1935–37) та «Рідна мова» (1933–36). Друкувалися також фахові наук. видання Українського вільного університету в Празі, Української господарської академії в Подєбрадах, Українського соціологічного інституту (Відень, Прага).

## Українська преса на окупованих у роки Другої світової війни землях України та територіях інших європейських країн

Обкладинка часопису «Ідея і Чин»

Одразу після окупації гітлерівцями українських земель в роки німецько-радянської війни (1941—1945) вцілілі від більшовицьких репресій українські журналісти почали організовувати незалежні пресові видання. Проте невдовзі гітлерівська військова окупаційна адміністрація ліквідувала всі друковані засоби інформації, що провадили незалежну від неї політичну лінію. Зокрема, були закриті газети «Сурма» та «Українські вісті» у Львові, «Українське слово» в Києві. Редакторів та співробітників цих органів, зокрема в центральних та східних землях, було заарештовано, а деяких навіть фізично знищено.
Більш-менш незалежним від гітлерівців органом, що залишався в руках українців, були «Краківські вісті» (1940–45), що могли поширюватися на теренах Генеральної Губернії. Видання, що поширювалися в Центральній та Східній Україні, вихваляли гітлерівський режим та агітували населення, передусім молодь, виїздити на роботу до Німеччини. Усі редактори цих видань призначалися німецькою владою. Для українських робітників («Ostarbeiter») та українців — військовополонених Червоної армії — в Німеччині видавалися газети «Голос» (1940–42), «Українець» (1942–45), «Вісті» (1942–45), «На шахті» (1942–45), «Земля» (1942–45), «Нова доба» (1941–45), журнал «Дозвілля» (1942–45). Українські вояки, що входили до складу німецької армії, мали свої газети: «Український доброволець» (1942–45), «За Україну» (1943) та «До Перемоги» (1943–45). На окупованих українських землях випускалися й підпільні видання: «Ідея і Чин» (1942–46, орган ОУН), «Повстанець» та інші.
У самій Німеччині та на всіх окупованих гітлерівцями територіях європейських країн більшість українських видань була закрита, а ті, що вціліли, а це були поодинокі друковані засоби інформації, що видавалися в Берліні та Празі (газети «Український вісник», 1936–45, «Українська дійсність», 1939–45, та журнали «Пробоєм», 1933–43, й «Наступ», 1937–44), було заборонено розповсюджувати в Генеральній Губернії та райхскомісаріаті Україна.

## Преса УРСР 1940-х років
Тільки-но Червона армія почала звільняти окуповані гітлерівцями українськи землі, одразу ж у крупних населених пунктах було налагоджено випуск газет. Вони тиражувалися у військових друкарнях у двохполосному варіанті. Передовиці цих газет зверталися до українців як до «нащадків славних і хоробрих запорозьких козаків», закликали їх битися «за Україну» та за відродження щасливого довоєнного радянського життя. Журналістам дозволялося давати більш-менш об'єктивну оцінку історичних подій, літературних творів, поступу культури. Та як тільки війна залишила межі України, влада радикально змінила своє ставлення до українців. Патріотичні мотиви, що нещодавно зазвучали в творах українських письменників та журналістів, стали приводом для переслідування української інтелектуальної еліти. Не випадково саме в цей час у Москві мусувався проект заступника голови РМ СРСР Л. Берії та заступника наркома оборони СРСР Г. Жукова про виселення українців до Сибіру. Радянська влада знову оголосили війну українським патріотам.
В умовах підпілля УПА випускала бюлетені «Осередок пропаганди й інформації при проводі ОУН», «Бюро інформації УГВР», журнали «До зброї», «Самостійність», «За Волю України», літературний альманах «Чорний ліс», журнал гумору й сатири «Перець», щороку виходив «Календарець українського повстанця». В них висвітлювались питання визвольної боротьби УПА, надавались реляції з бойових полів, розкривалась сутність антиукраїнської політики більшовиків на теренах Західної України, передусім у зв'язку з проведенням там насильницької колективізації, публікувались статті про справжні причини голоду в Центральній і Південній Україні, про звірства органів НКВС. Періодичні видання тиражувалися в підпільних друкарнях, розмножувались на друкарських машинках чи переписувались від руки («ґутенберґівцями» називалися видання, що за технікою друку нагадували Біблію Й.Ґутенберґа).

## Преса УРСР 1960–80-х років
1960-ті рр. дещо розхитали сталінську монолітність партії, однак преса в цілому залишилася на боці консервативних сил компартії-радянської номенклатури. Система управління пресою також не зазнала змін. Як і раніше, не можна було засновувати видань, які б знаходилися поза державним контролем, а використання поліграфічних потужностей і паперу строго обліковувалося. «Хрущовську відлигу» відчули лише центральні московськи та ленінгрградськи видання: газети «Известия », «Комсомольская правда», «Литературная газета», журнали «Новый мир», «Москва», «Нева», «Юность». Українські ж видання в цілому майже не змінилися, хоча деякі київські та львівські пресові органи й дозволили собі більшу різноманітність тем, зокрема і з питань української історії та культури. Саме тоді в журналах «Ранок», «Україна», «Жовтень», «Вітчизна», «Прапор» почали друкуватися поетичні та прозові твори шістдесятників, а журнал «Всесвіт» започаткував переклади літературних творів сучасних зарубіжних авторів.
Після того, як КПРС очолив Л. Брежнєв, «хрущовська відлига» скінчилася. 1968 року політбюро ЦК КПРС ухвалило постанову «О повышении роли районных газет в коммунистическом воспитании трудящихся», яка орієнтувала партійні органи на посилення контролю за пресою. В наступні роки були ухвалені ще кілька постанов, що безпосередньо стосувалися питань розвитку преси в СРСР: 1973 — «Об освещении вопросов социалистического соревнования Литовской ССР», 1975 — «О мерах по улучшению подготовки и переподготовки журналистских кадров», 1977 — «О руководстве Томского обкома КПСС средствами массовой информации и пропаганды», 1979 — «О дальнейшем улучшении идеологической, политико-воспитательной работы». В Україні всі ці постанови дублювалися ЦК КПУ, далі — обкомами і «спускалися» вниз по сходинках партійної ієрархії аж до первинних парторганізацій редакцій пресових органів. На зборах колективів редакцій ці постанови заслуховувались, ухвалювалися відповідні рішення — і перші два-три місяці після цього вживалися певні заходи задля втілення цих рішень у життя, а потім — усе поверталося до того, що вже було. Пізніше, після нової постанови, все повторювалося, не змінюючи ані зміст, ані форму газет і журналів. Як у загальносоюзних виданнях, так і у виданнях, що виходили на території УРСР, інформація про події у світі подавалася в препарованому вигляді за матеріалами, що надходили з пресових агентств ТАРС і РАТАУ, а це були матеріали, які обов'язково проходили контроль Головного управління СРСР з охорони державних таємниць (Головліт СРСР). Головліт СРСР мав свої управління в кожній республіці, області, а уповноважених — майже в кожному місті та районі. Окрім того, кожне видання було зобов'язане строго дотримуватися інструкцій, виписаних у «Переліку відомостей, заборонених для згадування у відкритому друку», що мав численні додатки.
Шпальти газет заповнювалися матеріалами про успіхи в комуністичному будівництві, статтями про передовиків виробництва, сфальшованими історичними замітками, начерками про «важке життя» західних робітників, про подвійні стандарти урядів капіталістичних держав. Далекою від правди була й інформація про життя українців за межами СРСР. Поряд з відвертою лайкою на адресу українських патріотичних організацій української діаспори відповідні статті містили матеріали про так звані прогресивні організації та гуртки, що утримувалися на кошти з СРСР. У той же час видання, що поширювалися за кордоном, писали про «щасливе» життя підрадянських українців. Діяльність таких видань скеровувалася КДБ при РМ УРСР і підконтрольним йому
Товариством культурних зв'язків з українцями за кордоном, що видавало газету «Вісті з України» і «News from Ukraine» («Новини з України»).
Загальний нагляд за пресою здійснювали відділ пропаганди та агітації при ЦК КПУ, Комітет по пресі при РМ УРСР та Головліт УРСР. У пошуках об'єктивної інформації люди змушені були вдаватися до прослуховування передач західних радіостанцій, що транслювалися на СРСР: «Свободи», «Голосу Америки», «Німецької хвилі», «Бі–Бі–Сі». В УРСР загальносоюзні російськомовні газети мали набагато більші наклади, ніж місцеві українські. Зокрема, всесоюзна «Правда» мала в УРСР понад 3 мільйони передплатників, тоді як найпопулярніша україномовна газета «Сільські вісті» — близько 2 мільйонів. Молодіжні україномовні газети не могли конкурувати з всесоюзним органом ЦК ВЛКСМ «Комсомольская правда».

## Самвидав
У 1970-х роках в УРСР вільною українською пресою була лише підпільна самовидавна преса. Першим таким виданням став журнал «Український вісник», редагований В.Чорноволом. Тут оприлюднювали свої твори Василь Симоненко, Василь Стус, Микола Холодний, Ігор Калинець, Станіслав Тельнюк, Василь Голобородько. 1970–72 здійснено 6 випусків цього журналу. Репресії з боку органів влади призупинили його видання, наступне число побачило світ лише 1974. Видавці журналу — Степан Хмара, Віталій Шевченко та Олесь Шевченко, які водночас були і його авторами, проголосили, що з цього номера видання стає речником національної опозиції, сповідує ідею побудови самостійної та демократичної української держави. Журнал задекларував відверто вороже ставлення до Володимира Леніна і так званої ленінської національної політики (Я.Грицак). Невдовзі органи КДБ при РМ УРСР зупинили подальший випуск «Українського вісника».
Приблизно в цей самий час Зеновій Красівський підпільно випускав «Волю і Батьківщину», Зорян Попадюк  — «Поступ», Грицько Чубай — «Скриню». Однак і ці видання були ліквідовані. Відтоді і аж до 1987 року в УРСР вільної преси не стало.

## Офіційна преса
Офіційними українськими пресовими виданнями були газети: «Радянська Україна» (заснована 1926, до 1943 мала назву «Комуніст», з 1990 — «Демократична Україна») та її російськомовний двійник «Правда Украины» (заснована 1938, до 1944 мала назву «Советская Украина»); органи ЦК КПУ «Робітнича газета» (з 1957) та її російськомовний варіант «Рабочая газета», «Сільські вісті» (заснована 1924, з 1933 мала назву «Радянське село», з 1939 до 1965 — «Колгоспне село»); органи ЛКСМУ «Молодь України» (заснована 1925, до 1943 мала назву «Комсомолець України») та «Комсомольское знамя» (з 1938 до 1956 називалася «Сталинское племя»); орган Спілки письменників України «Літературна Україна» (заснована 1927, до 1962 мала назву «Літературна газета»); орган Міністерства культури УРСР «Культура і життя» (заснована 1945, до 1955 мала назву «Радянське мистецтво», 1955–65 — «Радянська культура»), орган Міністерства освіти УРСР — «Радянська освіта» (1991 перейменований на «Освіту»), органи піонерської організації України «Зірка» (заснована 1943) та російськомовний «Юный ленинец» (заснований 1922, мав назву «Юный Спартак» та «Юный пионер»); орган комітету з фізичної культури та спорту «Спортивная газета» (заснована 1934, до 1964 мала назву «Радянський спорт»), орган МВС УРСР — «Радянський міліціонер» (заснований 1959) та газета російською мовою «Советский милиционер» (заснована 1974, перейменована на «Милицейский курьер») та інші.
Загальна кількість обласних газет, що випускалися 1990 року в УРСР, становила 78 найменувань, їхній загальний наклад був 7,5 млн примірників. Обласні партійні друковані органи виходили паралельно українською та російською мовами в Криму, Дніпропетровську, Донецьку, Луганську, Львові, Миколаєві, Одесі, Закарпатській та Запорізькій областях, російськомовні наклади були істотно більшими за україномовні. Динаміка збільшення загальної чисельності міських газет — органів міськкомів КПУ — 1950–90 була такою: 55 — в 1950, 60 — в 1960, 80 — в 1970, 108 — в 1980, 153 — в 1990. 1980 року з 108 міських газет 40 виходили російською мовою, зокрема у Ворошиловградській обл. — 11 з 13, у Дніпропетровській — 2 з 8, у Донецькій — 14 з 19, в Криму — усі 7, в Одеській — 4 з 5, Харківській — 1 з 5. Серед них були такі крупні видання, як: «Вечерний Донецк» (наклад — 230 тис. прим.), «Вечерний Киев» (200 тис.), «Днепр вечерний» в м. Дніпропетровськ (162 тис.), «Вечерняя Одесса» (123 тис.), «Приазовский рабочий» в м. Жданів (нині м. Маріуполь; 107 тис.), «Слава Севастополя» (75 тис.). Із 480 районних газет 58 також виходили російською мовою.
В Україні друкувалося 107 журналів, з них 1 виходив щотижня, 3 — два рази на місяць, 61 — щомісяця, 1 — один раз на півкварталу, 39 — раз на два місяці і 2 — квартальники. Серед журналів літ. журнали мали найбільші тиражі. Так, 9 літ. журналів 1988 мали заг. наклад 55,5 млн прим., що складало 32 % заг. тиражу всіх журнальних видань УРСР. Це були: щомісячники Спілки письменників України «Вітчизна», «Дніпро», «Всесвіт», російськомовна «Радуга» (усі в Києві), «Прапор» у Харкові (від 1990 — «Березіль»), «Жовтень» у Львові (від 1990 — «Дзвін») і «Донбас» (заснований 1923, мав назву «Забой») в Донецьку та комсомольські «Ранок» (1953–65) і «Зміна» в Києві. На другому місті за накладом були журнали політ., громад. та екон. тематики: 1988 їх було 21, а їхній заг. тираж становив 47,1 млн прим. (27,3 % заг. тиражу). Гол. серед них були «Комуніст України/Коммунист Украины» та «Під прапором ленінізму/Под знаменем ленинизма» (1944–69 — «Блокнот агітатора», від 1991 — «Політика і час»). Заг. журнальний тираж розподілявся таким чином: на 5 дитячих журналів припадало 15 %, «Радянська жінка» (заснована 1920 під назвою «Комунарка України», від 1991 — «Жінка») мала бл. 15 %; 6 журналів, що спеціалізувалися на проблемах
к-ри та освіти, — 3,9 %, 4 журнали для молоді — 1,8 % (найбільш популярним серед них був журнал «Знання та праця»), атеїстичний журнал «Людина і світ» (1960–64 — «Войовничий атеїст») — 1,2 %.
АН УРСР випускала інформаційний «Вісник Академії наук Української РСР» (з 1991 — «Вісник Академії наук України», з 1994 — «Вісник Національної академії наук України») та окремі журнали з гуманітарної і соціальної тематики: «Український історичний журнал», «Радянське літературознавство» (від 1990 — «Слово і час»), «Радянське право» (від 1991 — «Право України»), україномовний «Економіка Радянської України» (від 1991 — «Економіка України») та російськомовний «Экономика Советской Украины» («Экономика Украины»), «Народна творчість та етнографія», «Мовознавство», «Філософська думка» (від 1989 — «Філософська і соціологічна думка»). Спільно з Т-вом «Знання» АН УРСР з 1967 видавала щорічник «Наука і культура: Україна». Самостійно Т-во «Знання» випускало вже згаданий ж. «Людина і світ», а також журнали «Наука і суспільство», «Трибуна лектора» (з 1990 — «Трибуна»). Т-во охорони істор. та культ. пам'яток видавало «Пам'ятки України».
Урядовими виданнями були: «Відомості Верховної Ради УРСР» (від 1991 — «Відомості Верховної Ради України»), вид-ня Мін-ва к-ри УРСР: «Соціологічна культура» (від 1991 — «Українська культура»), «Образотворче мистецтво», «Музика», «Український театр»; Мін-во освіти УРСР випускало журнали: «Радянська школа» (від 1991 — «Рідна школа»), «Дошкільне виховання», «Українська мова і література в школі», «Початкова школа»; Держ. к-т з кінематографії — популярний критико-публіцистичний ж. «Новини кіноекрану».
Тех. та наук. журнали, що видавали окремі інститути та відділення АН УРСР, в абсолютній більшості були російськомовними, україномовних було лише кілька, зокрема «Доповіді Академії наук Української РСР» (від 1991 — «Доповіді Академії наук України») та «Український ботанічний журнал». Російськомовними були також журнали Мін-ва вугільної пром-сті УРСР «Уголь Украины», Мін-ва охорони здоров'я УРСР — «Врачебное дело», «Клиническая хирургия», «Офтальмологический журнал» та ін.

## Українська преса на еміграції після Другої світової війни
По закінченні Другої світової війни близько 200 тис. українських біженців, емігрантів та інтернованих українських вояків з числа Української національної армії знайшли собі притулок в окупаційних зонах Німеччини та Австрії, контрольованих Великою Британією та США. Невдовзі там було створено кілька українських пресових видань, зокрема газети: «Час» (1945–49, м. Фюрт, під редакцією Р. Ільницького), «Наше життя» (1945–48, м. Аугсбург, під редакцією П.Котовича), «Українські вісті» (від 1945, м. Ульм, під редакцією І. Багряного), «Українська трибуна» (1946–49, м. Мюнхен), «Українське слово» (1948–50, м. Бломберг), «Християнський голос» (з 1949, м. Мюнхен, під редакцією Р.Данилевича), «Український самостійник» (з 1950, м. Мюнхен, під редакцією К.Кононенка та С.Ленкавського), щоденник «Останні новини» з недільним виданням «Нові дні» (під редакцією П.Сагайдачного).
Крім газет, були створені також літературно-мистецькі журнали: «МУР» («Мистецький український рух» — журнал Об'єднання українських письменників на чужині, заснований 1945, його редактором фактично був Ю.Шерех, виходив 1946–47 у містах Мюнхен, Регенсбург), «Арка», «Рідне слово» (м. Мюнхен, 1945–46, під редакцією Т.Курпіти), «Заграва», «Похід», «Хорс», «Літаври» (під редакцією Ю.Клена), «ЛНВ» (1948, м. Регенсбург, під редакцією В.Шульги), «Керма» (під редакцією А.Коломийця), «Театр» та ін. Виходили також наукові журнали «Сьогочасне і минуле» (від 1948, м. Мюнхен, під редакцією З.Кузелі) та «Україна» (під редакцією І.Борщака), громадсько-політичні — «До зброї. Журнал української військово-політичної думки», «Сурма», «Визвольна політика» (видання ОУН), «Орлик», «Сучасник» та ін. Всього до 1950 в Німеччині та Австрії побачили світ 275 різних українських пресових видань.
Після переїзду українських емігрантів до ін. країн наприкінці 1950 в Західній Німеччині (ФРН) та Австрії друкувалося 14 видань. Нові українські видання були створені у Великій Британії — «Українська думка», у Швеції — «Стокгольмський вісник», у Франції — «Українське слово», «Українець–час», «Громада», «Вісник», «Соборна Україна», в Бельгії — «Вісті», «Голос Христа Чоловіколюбця».

## Українська емігрантська преса на Американському та Австралійському континентах
Серед перших переселенців до Північної Америки був «священик-козак» Агапій Гончаренко. Він прибув на Аляску 1865 і 1868 заснував там газету «Alaska Herald — Свобода», половина її шпальт була англомовною, а половина — російськомовною. Серед опублікованих у газеті матеріалів є стаття А.Гончаренка, в якій він писав, що Аляска «це країна козаків в Америці». 1885 в штаті Пенсильванія (США) греко-католицький священник о. І.Волянський для українських вуглекопів з м. Шенандоа заснував газету «Америка» (під редакцією В.Сіменовича), що проіснувала до 1890. 1893 року в м. Джерсі Сіті (штат Нью-Джерсі) о. Г. Грушка почав видавати газету «Свобода», 1908 вона перейшла у власність Українського Народного Союзу, який поставив перед своїм друкованим органом завдання, аби той був «українсько-народним, з тоном гострим, радикальним», щоб більша частина його матеріалів була присвячена «нашим національним справам». На початок 20 сторіччя у Північній Америці з'являється одразу кілька україномовних і кілька англомовних пресових видань для українців. Зокрема, такими були: в США — газети «Шершень» (1910–11; орган Українського робітничого союзу) та «Америка» (від 1912, з 1950 — щоденник; орган греко-католицької народно-церковної організації «Провидіння»); у Канаді — газети «Канадійський фермер» (1903), «Канадійський ранок» (1906; видавалася для українців пресвітеріанською англ. церквою), «Український голос» (з 1910 випускає т-во канад. учителів у м. Манітоба), «Канадійський русин» (з 1911 видавалася Українською греко-католицькою церквою). Після I світ. війни до Канади прибула нова хвиля укр. переселенців. 1928 було засновано Укр. стрілецьку громаду, що з 1930 в м. Едмонтон випускає час. «Новий шлях» (з 1932 — орган Українського національного об'єднання). Союз гетьманців державників з 1933 в м. Торонто мав свій орган — «Український робітник». УГКЦ в Канаді має двотижневик «Світло», тижневик «Українські вісті» та місячник «Голос Спасителя». «Братство українців католиків» мало свій друкований орган — «Будучність нації». Укр. правосл. церква видавала часопис «Вістник».
У Бразилії перші українські громади з'являються наприкінці 19 століття, 1907 року в м. Куритиба було створено культурно-освітнецьке товариство «Просвіта», що мало свій друкований орган «Зоря». Отці василіяни в м. Куритиба з 1910 почали видавати «Прапор» (його першим редактором був К. Гутковський). Від 1911 почав виходити релігійний місячник «Місіонар», а з 1912 — католицький тижневик «Праця» з дитячим «Додатком» (у 1920-х роках цей тижневик став органом Українськогу союзу, його редактором був П. Карманський). П. Карманський 1924 року започаткував тижневик «Український хлібороб» (від 1940 до 1948 не видавався, після відновлення змінив назву на «Хлібороб»).
В Аргентині найбільш відомими виданнями українців стали: «Українське слово» (орган товариства «Просвіта», виходить з 1928) та тижневик «Наш клич» (орган товариства «Відродження», виходить з 1939).
Українці в Австралії в м. Сідней з 1919 року почали видавати газету «Вільна думка» (це була позапартійна та неконфесійна газета), а в м. Аделаїда – газету «Єдність» (орієнтувалася на Українську національну раду ЗУНР ). 1957–85 у м. Мельбурн друкувалася газета «Українець в Австралії». Українська католицька церква в м. Мельбурн видає тижневик «Церква і життя» (до 1968 — щомісячник, до 1973 — двотижневик). Українська громада Південної Австралії мала друковане пресове видання — щомісячник «Наша громада». Всеавстралійський громадський центр 1962–63 видавав «Бюлетень СУОА» (Союз українських організацій Австралії), а з 1984 — неперіодичний «Інформаційний листок СУОА». Союз українок Австралії з 1965 видає квартальник «Наше слово», а Спілка української молоді у 1950-х роках видавала журнал «Промінь». Антибільшовицький блок народів видавав «Інформаційний листок АБН», ОУН(б) — журнал «Наш фронт», ОУН(м) — «Бюлетень» (з 1971 — «Боротьба»); Українська революційна (згодом республіканська) демократична партія під проводом І. Багряного — циклостильні й друковані неперіодичні видання: «Засадничі питання» (1953, редактор П. Богунець), «Бюлетень КК УРДП» (1966–77, редактор Ф. Габелко), «Наше слово» (1978, редактор П. Грін), «Український демократ» (1979–81, редактор Я. Гвоздецький), «Легіонер» (1987–88, редактор П. Грін). Українці в Австралії мали також україномовні видання — літературно-суспільний журнал «Слово» (1953–54), гумористичний журнал-дайджест «Перець» (1950–52), літературний альманах «Новий обрій» — та англомовні — «Australian-Ukrainian Review» (1982–89), «Ukrainian Issues» (1985–89) та інші.

## Новітня українська преса
Після квітневого 1985 пленуму ЦК КПРС в УРСР з'явилася напівлегальна преса — це були видання, що не мали дозволу на друк та поширення, але й не закривалися органами КДБ при РМ УРСР. Саме в такому статусі було відновлено випуск «Українського вісника» на чолі з В.Чорноволом та членами редакції М.Горинем, І.Гелем, П.Скачком та М.Осадчим. Від січня 1988 М.Осадчий почав видавати журнал «Кафедра» — орган Української асоціації незалежної творчої інтелігенції. Група альманаху «Євшан-зілля» видавала одноіменну газету культурно-просвітницького та історикознавчого напряму.
1989 року Народний рух України створив свої центральні та низові пресові органи, зокрема київську «Народну газету» та львівську «Віче».
Після проголошення державної незалежності України з'являються нові органи вільної української періодики, водночас в Україні почали поширюватися закордонні українські газети та журнали. На 25 черв. 2004 в Україні було зареєстровано 20 903 періодичні видання, із них: 8859 — видання загальнодерж., регіональної та/або зарубіжної сфери розповсюдження; 12 044 — місц. сфери розповсюдження. Серед перших (загальнодерж. сфери розповсюдження) газет було 3427, журналів — 4073, бюлетнів — 351, альманахів — 73, збірників — 716, календарів — 173, дайджестів — 46. Переважну більшість друкованих періодичних видань місц. сфери розповсюдження становили газети — 10 108 назв, журналів та видання журнального типу було 1936. Розподіл друкованих ЗМІ із загальнодерж. сферою розповсюдження за цільовим призначенням був таким: інформаційні видання — 1650; періодика для дозвілля — 1072, загальнополіт. — 1033, спортивні — 142, рекламні — 840, з питань економіки та бізнесу — 499, наук. — 1019, наук.-популярні — 572, медичні — 244, для дітей — 264, для жінок — 45, вироб.-практичні — 460; правові — 206, галузеві — 226, істор. тематики — 10, з питань мист-ва — 124. Розподіл друкованих ЗМІ з місц. сферою розповсюдження за цільовим призначенням був таким: загальнополіт. — 2749, рекламні — 2373, інформаційні — 2319. Виключно україномовних видань було зареєстровано 4084, російськомовних — 2620, угорськомовних — 10, польськомовних — 4, румунськомовних — 6, кримськотатарськомовних — 4, англомовних — 27, болгарськомовних — 2, німецькомовних — 2. Двомовних видань, що друкувалися одним випуском, було: укр. та ін. мовами (передусім рос.) — 3051, рос. та ін. мовами — 3333, болг. та ін. мовами — 4, англ. та ін. мовами — 52. Двомовних видань, що друкувалися паралельними випусками, було: укр. та ін. мовами — 3670, рос. та ін. мовами — 3603. В багатьох регіонах України — у Криму, на Донеччині, Луганщині, Харківщині, Одещині, Дніпропетровщині, Миколаївщині та Херсонщині — україномовних видань майже не було.